# Constantin von Barloewen
Constantin von Barloewen (* 29. November 1952 in Buenos Aires) ist ein argentinischer Anthropologe, Kulturwissenschaftler und Hochschullehrer.

## Leben
Constantin von Barloewen wurde in Argentinien geboren und wuchs in Deutschland und Lateinamerika auf. Er absolvierte sein Abitur 1972 am Fürstenberg-Gymnasium Donaueschingen. Unter anderem war er Honorary Research Associate an der Harvard University (1982–1983) und Gastprofessor an der Hochschule für Philosophie in München (1986–1987). Von 1993 bis 1996 hatte er den Lehrstuhl für Anthropologie und vergleichende Kulturwissenschaft an der Staatlichen Hochschule für Gestaltung in Karlsruhe inne und war von 2001 bis 2008 Leiter des Programms für den Dialog der Kulturen und Zivilisationen der Stiftung Schloss Neuhardenberg in Berlin. Von 2011 bis 2013 war er Senior Fellow & Senior Advisor am Institute for Advanced Sustainability Studies (IASS), Cluster von Klaus Töpfer in Potsdam.
Von Barloewen war Co-Entwickler und wissenschaftlicher Berater des Projekts Der Fortschritt in den unterschiedlichen Kulturen der Deutschen Gesellschaft für Technische Zusammenarbeit (GTZ) und des Goethe-Instituts. Das Projekt stand unter der Schirmherrschaft der Vereinten Nationen. Er unterrichtet an der Université Européenne de la Recherche und gehört dem Advisory Board der Harvard Academy an.
Im Jahr 2009 veröffentlichte von Barloewen ein deutschsprachiges Buch über Gespräche, die er mit Wissenschaftlern, Künstlern und Politikern geführt hatte. Dazu zählen u. a. Claude Lévi-Strauss, Elie Wiesel, Carlos Fuentes, Amos Oz, Julia Kristeva, Yehudi Menuhin, Nadine Gordimer, John Kenneth Galbraith, Oscar Niemeyer, Paul Poupard, Samuel Huntington, Wole Soyinka, Philip Johnson, Ilya Prigogine, Edward Teller, Boutros Boutros-Ghali, Leszek Kolakowski und Michel Serres.

## Publikationen (Auswahl)

### Als Autor
- Gleichheit und Freiheit. Alexis de Tocqueville in Amerika. Seine Darstellung des Verhältnisses von zentralstaatlicher Lenkung und lokaler Eigenverantwortung, untersucht am historischen Beispiel Pennsylvanias. Minerva, München 1978, ISBN 3-597-10025-2 (Zugleich: München, Universität, Dissertation, 1978).
- Clown. Zur Phänomenologie des Stolperns. Athenäum, Königstein im Taunus 1981, ISBN 3-7610-8141-3 (Wieder: (= Ullstein-Buch. 34213). Ullstein, Frankfurt am Main u. a. 1984, ISBN 3-548-34213-2; Neuauflage: Diederichs, München 2010, ISBN 978-3-424-35031-9).
- mit Wolf-Dietrich von Barloewen: Die Gesetzmäßigkeit der Geschichte. Evolution und Zivilisation. Von den Anfängen der Menschheit bis ins dritte Jahrtausend. 2 Bände. Athenäum, Frankfurt am Main 1988, ISBN 3-610-08474-X.
- Werte in der Kulturphilosophie Nord- und Lateinamerikas. Ein systematischer Beitrag zur Geistesgeschichte des amerikanischen Doppelkontinents. (= Athenäums Monografien, Philosophie 256). Athenäum, Frankfurt am Main 1989, ISBN 3-610-09236-X.
- Vom Primat der Kultur. Essays zur vergleichenden Kulturbetrachtung. Eberhard, München 1990, ISBN 3-926777-15-X.
- Kulturgeschichte und Modernität Lateinamerikas. Technologie und Kultur im andinischen Raum. Matthes & Seitz, München 1992, ISBN 3-88221-779-0.
- Szenen einer Weltzivilisation. Kultur – Technologie – Literatur. Boer, München 1994, ISBN 3-924963-63-0.
- Weltzivilisation und Weltethos. Auf dem Wege zu einer interkulturellen Identität. (= Gelbe Reihe, 2). Freistaat Thüringen, Erfurt 1996.
- Der Mensch im Cyberspace. Vom Verlust der Metaphysik und dem Aufbruch in den virtuellen Raum. Diederichs, München 1998, ISBN 3-424-01402-8.
- Anthropologie de la mondialisation. Übersetzt von Olivier Mannoni. Éditions des Syrtes, Paris 2003, ISBN 2-84545-066-4.
  - Deutsche Ausgabe: Anthropologie der Globalisierung. Thesen und Antithesen. (= Debatte , 6). Matthes & Seitz Berlin, Berlin 2007, ISBN 978-3-88221-890-9.
- Au risque de la vie philosophique. Dialogue avec Gala Naoumova. Herausgegeben von Anne Dufourmantelle. Éditions Stock, Paris 2008, ISBN 978-2-234-06061-6.
- Vom Verfall der Zukunft – Es geht darum, dass dieses Ende zu einem neuen Anfang führt. Im Gespräch mit Edgar Morin. In: Lettre International. Heft 121, Sommer 2018, S. 57–62.

### Als Herausgeber
- mit Kai Wehrhahn-Mees: Japan und der Westen. 3 Bände. Fischer-Taschenbuch-Verlag, Frankfurt am Main 1986;
  - Band 1: Philosophie, Geistesgeschichte, Anthropologie (= Fischer. 6554). 1986, ISBN 3-596-26554-1;
  - Band 2: Wirtschafts- und Sozialwissenschaften, Technologie (= Fischer. 6555). 1986, ISBN 3-596-26555-X;
  - Band 3: Politik, Kultur, Gesellschaft (= Fischer. 6556). 1986, ISBN 3-596-26556-8.
- Der Tod in den Weltkulturen und Weltreligionen. Diederichs, München 1996, ISBN 3-424-01252-1.
- Le Livre des Savoirs. Conversations avec les Grands Esprits de Notre Temps. Éditions Grasset, Paris 2007, ISBN 978-2-246-62521-6.
  - Deutsche Ausgabe: Das Buch des Wissens. Gespräche mit den großen Geistern unserer Zeit. Fink, München u. a. 2009, ISBN 978-3-7705-4878-1.
- mit Klaus Töpfer, Manuel Rivera: Nachhaltige Entwicklung in einer pluralen Moderne. Lateinamerikanische Perspektiven. Matthes & Seitz, Berlin 2013, ISBN 978-3-88221-089-7.